# Vali Fahribey, Kovancılar
Vali Fahribey là một xã thuộc huyện Kovancılar, tỉnh Elâzığ, Thổ Nhĩ Kỳ. Dân số thời điểm năm 2011 là 262 người.